# Іванівка (Чкаловська селищна громада)
Іва́нівка — село в Україні, у Чкаловській селищній громаді Чугуївського району Харківської області. Населення становить 999 осіб. До 2016 орган місцевого самоврядування — Іванівська сільська рада.

## Географія
Село Іванівка розташоване біля витоків річки Вовчий Яр, нижче за течією на відстані 2 кілометрів розташоване село Студенок. Поруч проходить автомобільна дорога М03. Село складається з 8 вулиць.

## Історія
- 1921 — рік заснування.

Заселення села відбувалось, в основному, у післявоєнний період.
В 50-х роках XX ст. в село переселяється родина Ільківих з Галичини, окремі представники якої живуть в селі до цього часу. На цвинтарі села похований Ільків І. Й.
12 червня 2020 року, відповідно до Розпорядження Кабінету Міністрів України № 725-р «Про визначення адміністративних центрів та затвердження територій територіальних громад Харківської області», увійшло до складу Чкаловської селищної громади.
19 липня 2020 року, в результаті адміністративно-територіальної реформи та ліквідації Чугуївського району, село увійшло до складу новоствореного Чугуївського району Харківської області.

## Населення

### Мова
Розподіл населення за рідною мовою за даними перепису 2001 року:
| Мова            | Кількість | Відсоток |
| --------------- | --------- | -------- |
| українська      | 895       | 89.59%   |
| російська       | 92        | 9.21%    |
| угорська        | 5         | 0.50%    |
| румунська       | 3         | 0.30%    |
| інші/не вказали | 4         | 0.40%    |
| Усього          | 999       | 100%     |

## Постаті

### Загинули, захищаючи село
- Прядка Олександр Вячеславович (1991—2022) — військовослужбовець Збройних Сил України, учасник російсько-української війни, загинув під час російського вторгнення в Україну 2022 року[4].

### Поховані
- Куценко Пилип Євдокимович (1908—1968) — діяч сільського господарства, Герой Соціалістичної Праці.

## Економіка
- Молочно-товарна і свино-товарна ферми.

## Об'єкти соціальної сфери
- Загальноосвітня школа (яка має нагороду як найкраща сільська школа району).
- Дитячий садок.
- Амбулаторія сімейного лікаря
- Три магазини.
- Два кафе (одне з яких — літнє).